# Cameron Scott
Pour les articles homonymes, voir Scott.
Cameron Scott, né le 4 janvier 1998 à Wagga Wagga, est un coureur cycliste australien. Il participe à des compétitions sur route et sur piste.
Pour la saison 2023, Cameron Scott rejoint la formation Bahrain Victorious en World Tour.

## Palmarès sur route

### Par année
- 2013
  - 3e du championnat d'Australie sur route cadets
- 2018
  -  Champion d'Australie du critérium espoirs
  - 2e étape de la New Zealand Cycle Classic
  - 5e étape du Tour du lac Qinghai
  - 3e de la Grafton to Inverell Classic
- 2019
  - 4e étape du Tour of the Great South Coast
  - 3e du championnat d'Australie du critérium espoirs
- 2021
  - 2e du Cycle Sunshine Coast
- 2022
  - Melbourne to Warrnambool Classic
  - Mémorial Philippe Van Coningsloo
  - 2e et 3e étapes du Tour du Gippsland
  - 2e du Tour d'Overijssel
  - 3e du championnat d'Australie du critérium
- 2025
  - Harbour City Grand Prix :
    - Classement général
    - 2e et 3e étapes

  - 1re étape du Q Tour
  - 3e étape du Tour de Gyeongnam
  - 2e du championnat d'Australie du critérium
  - 2e de la Melbourne to Warrnambool Classic

### Classements mondiaux
| Année                                 | 2018  | 2019  | 2020 | 2021 | 2022 | 2023 | 2024  |
| ------------------------------------- | ----- | ----- | ---- | ---- | ---- | ---- | ----- |
| Classement mondial                    | 1520e | 1978e | nc   | nc   | 761e | nc   | 1251e |
| UCI Asia Tour                         | 292e  |       |      |      |      |      |       |
| UCI Oceania Tour                      | 73e   | 95e   | nc   | nc   | 49e  | nc   | nc    |
|                                       |       |       |      |      |      |      |       |
| Légende : nc = non classéSource : UCI |       |       |      |      |      |      |       |

## Palmarès sur piste

### Championnats du monde
- Pruszków 2019
  -  Champion du monde de poursuite par équipes (avec Sam Welsford, Kelland O'Brien, Alexander Porter et Leigh Howard)
  - 5e du kilomètre

### Championnats du monde juniors
- Astana 2015
  -  Médaillé d'argent de la vitesse par équipes
  -  Médaillé de bronze du kilomètre
- Aigle 2016
  -  Médaillé d'argent de la vitesse par équipes
  -  Médaillé de bronze de l'américaine

### Coupe du monde
- 2018-2019
  - 1er de la poursuite par équipes à Berlin (avec Kelland O'Brien, Alexander Porter, Leigh Howard et Sam Welsford)
- 2019-2020
  - 2e de la poursuite par équipes à Cambridge

### Championnats d'Océanie
| Édition / Épreuve       | Kilomètre | Keirin | Vitesse par équipes                          | Poursuite par équipes | Scratch | Américaine |
| Adélaïde 2014 (juniors) | Or        | Argent | Or (avec Derek Radzikiewicz et Conor Rowley) |                       |         |            |
| Melbourne 2016          |           |        |                                              | Bronze                |         | Argent     |
| Cambridge 2017          |           |        |                                              |                       | Bronze  |            |
| Adélaïde 2018           |           |        |                                              |                       | Bronze  |            |
| Brisbane 2025           |           |        |                                              | Or                    |         |            |

### Championnats d'Australie
| - 2014-2015 - 2e du championnat d'Australie de l'omnium juniors - 3e du championnat d'Australie de vitesse juniors - 2015-2016 - 2e du championnat d'Australie de l'omnium juniors | - 2018-2019 - 2e du championnat d'Australie de l'américaine - 3e du championnat d'Australie du kilomètre - 2019-2020 - 3e du championnat d'Australie du kilomètre |  |

### Six Jours
- 2017 : Melbourne (avec Leigh Howard)

## Palmarès en gravel
- 2025
  - 2e du championnat d'Australie de gravel